# Fahrradschleuse
Eine Fahrradschleuse, auch Radfahrerschleuse oder Radverkehrsschleuse, in der Schweiz Veloschleuse, ist eine Einrichtung, um geradeausfahrende oder links abbiegende Radfahrer sicher an kreuzenden Kfz-Verkehrsströmen vorbeizuführen. Sie ist damit eine der Möglichkeiten einer konfliktfreien Schaltung. Radfahrer, die im rechten Seitenraum geführt werden, bekommen dabei an Ampeln eigene Signalgeber und Haltlinien und werden dann signalgesichert vor den Autos auf die Fahrbahn oder auf einen gesonderten Radfahrstreifen neben oder vor den wartenden Autos geleitet. Kfz werden entweder ohne eigenes Signal (zurückgezogene Haltlinie, ggf. mit Schild Bei Rot hier halten, dann als Aufgeweiteter Radaufstellstreifen (ARAS)), oder bei der eigentlichen, signalisierten Fahrradschleuse mit einem zusätzlichen Signal aufgehalten.
Nach dem gleichen Prinzip arbeitet eine signalisierte Busschleuse, in der Regel mit eigenen Signalen für Bus- und Kfz-Verkehr.

## Anwendungsfälle
Fahrradschleusen werden in Deutschland bisher eher selten eingesetzt. Bekannt sind Fälle in Bocholt, Münster, Hamburg und Leer. Zwei Praxisbeispiele in Bocholt und Münster (letzteres in Fotogalerie) werden in einer Broschüre der Stadt Münster vorgestellt. Die ersten drei Bilder sind entgegen der Fahrtrichtung, die letzten vier in Fahrtrichtung aufgenommen.

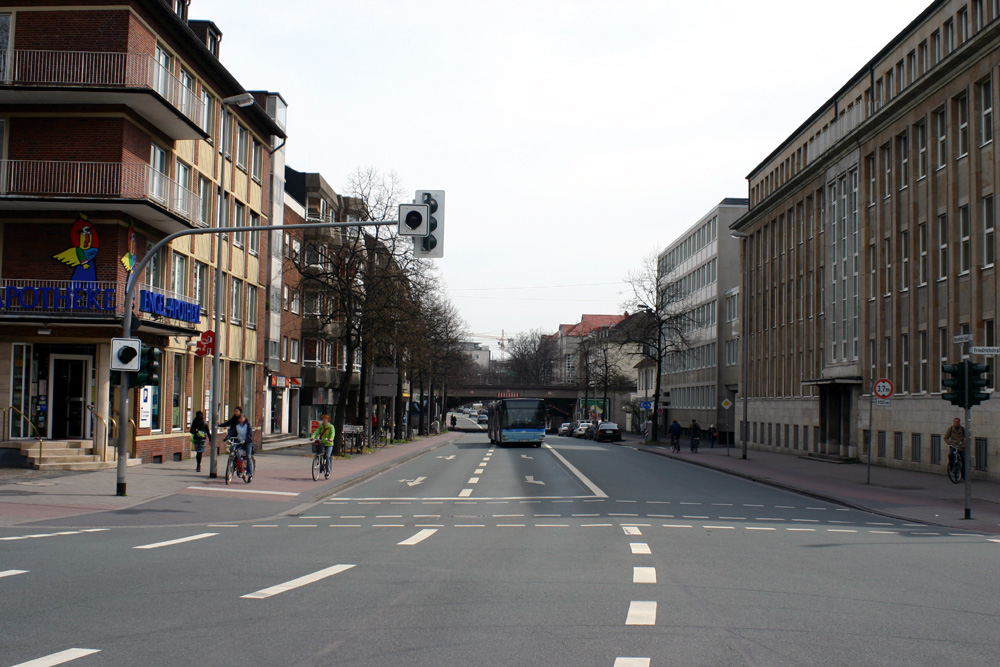
Radfahrer fahren auf das Ende des Radweges zu
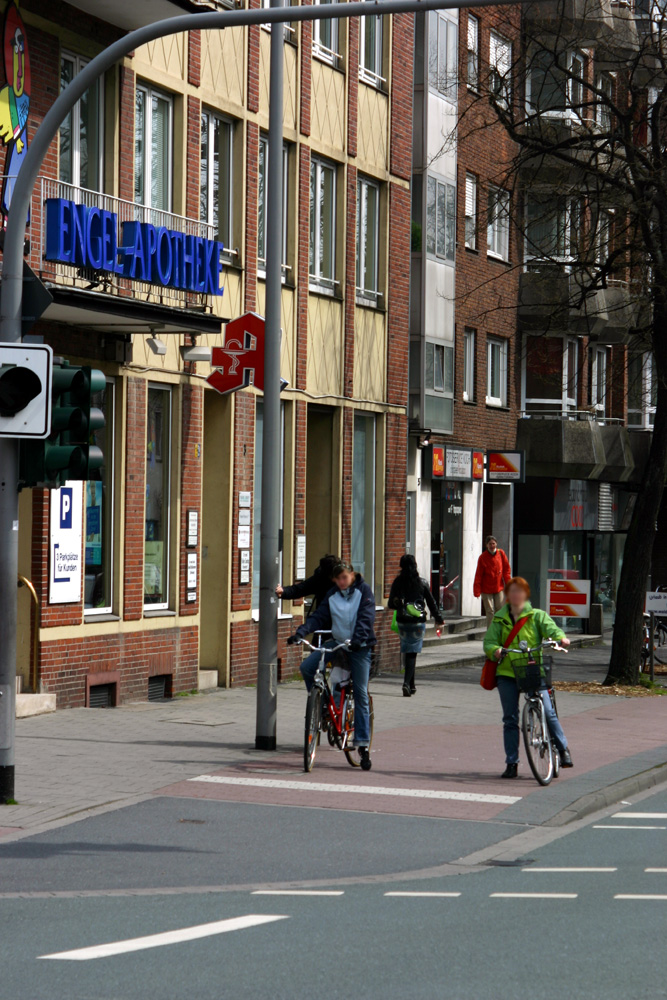
Halt an der roten Radfahrerampel
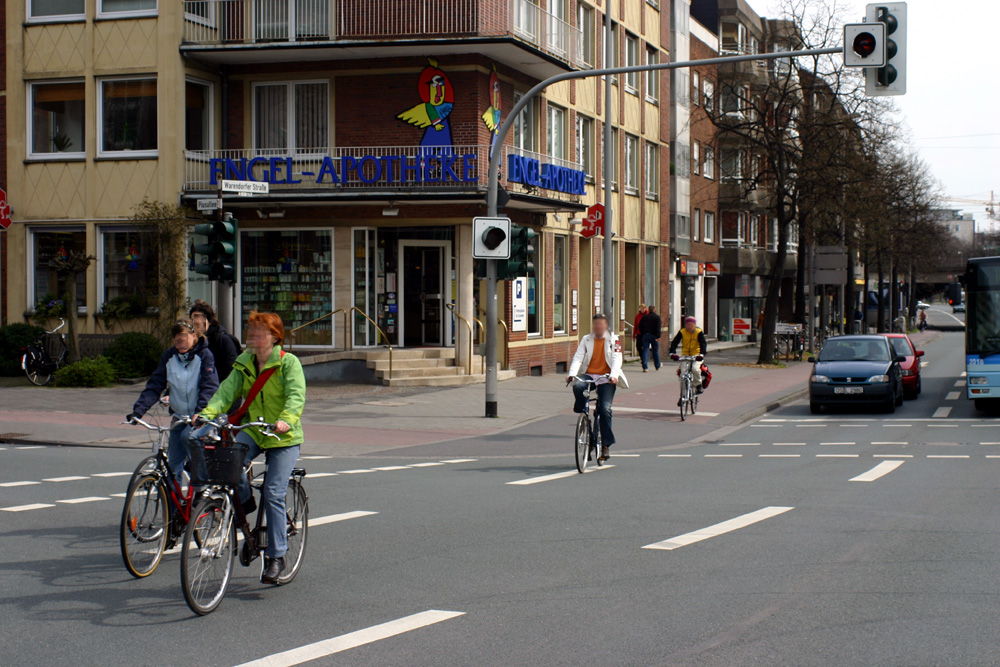
Einfahren bei Radfahrer-Grün in die Kreuzung bei roter Autoampel
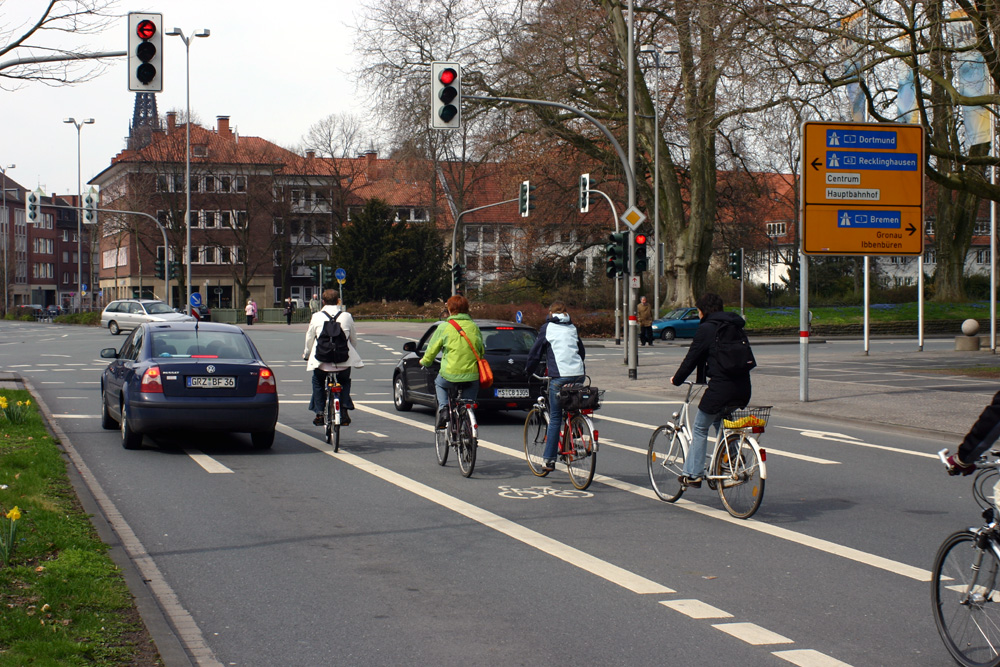
Spezieller Linksabbiegestreifen für Radfahrer
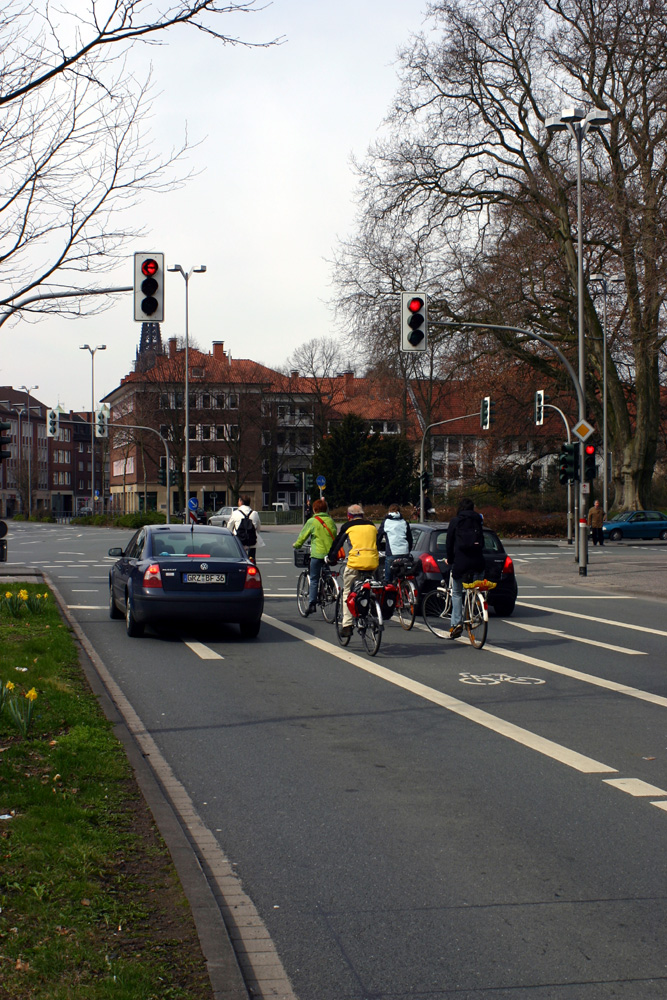
Radfahrer stehen neben Autos
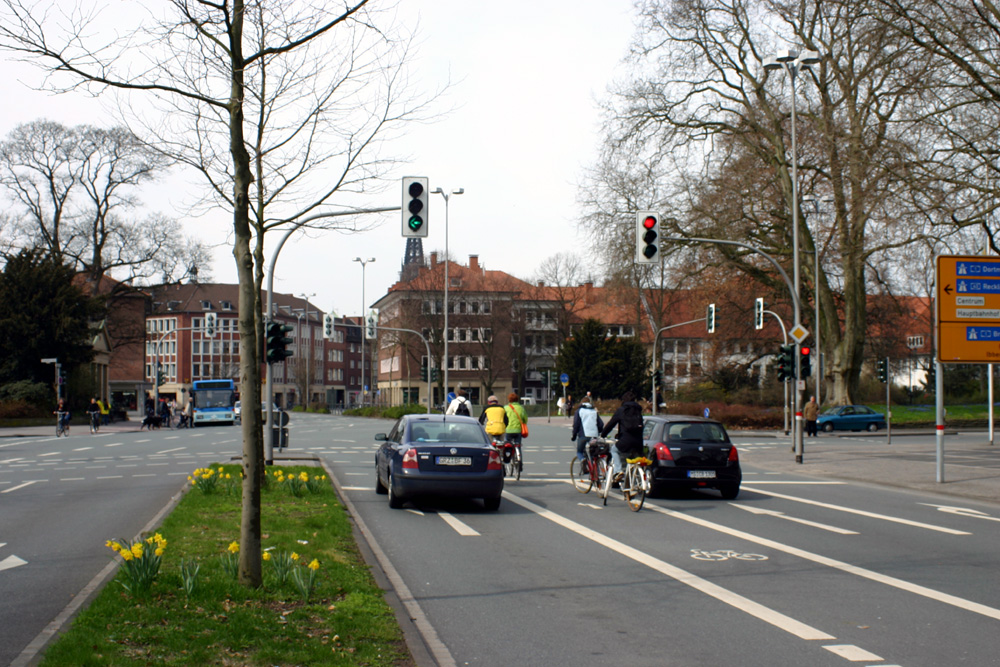
Alle Linksabbieger dürfen fahren
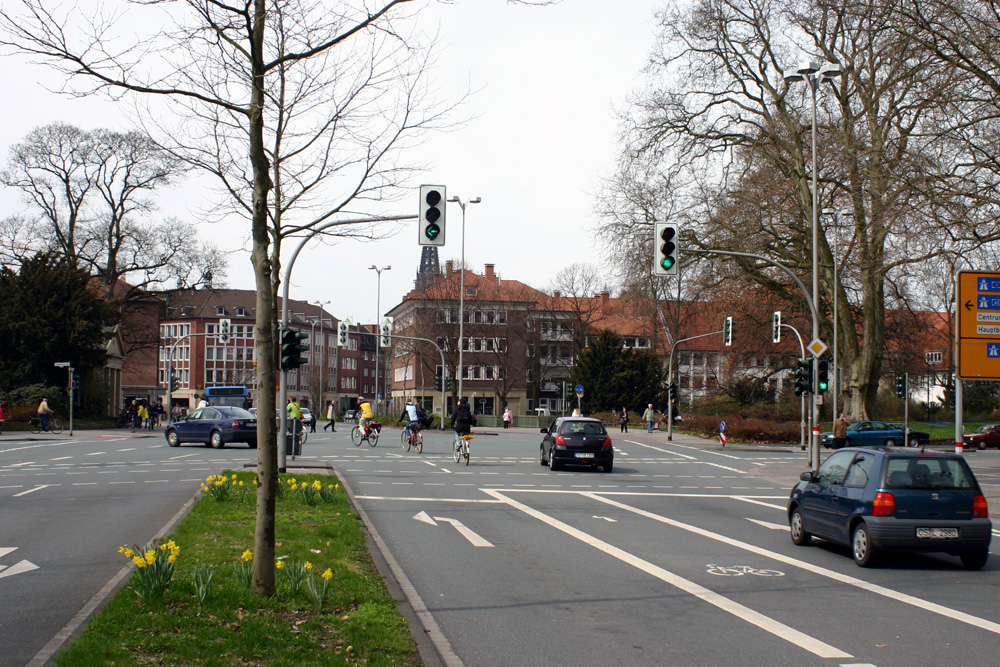
Auto- und Radfahrer biegen nebeneinander ab